# リコ・ルイス
リコ・ヘンリー・ルイス（英語: Rico Henry Lewis、2004年11月21日 - ）は、イングランド・マンチェスター出身のサッカー選手。プレミアリーグ・マンチェスター・シティFC所属。イングランド代表。ポジションはDF。

## クラブ歴
マンチェスター生まれで、8歳の時にマンチェスター・シティ EDSに加入、U-18チームでは2021-22シーズンに主将を務めた。
2022-23シーズンのプレミアリーグ開幕節でベンチ入りを果たすと、8月13日に行われた翌節でカイル・ウォーカーに代わって82分に投入されトップチーム初出場を記録した。

## 代表歴
2023年にイングランド代表に初招集された。